# San Bartolo
San Bartolo è un comune del Guatemala facente parte del dipartimento di Totonicapán.